# 陽林寺
陽林寺（ようりんじ）は福島県福島市小田字位作山の山中にある曹洞宗の寺院。開基は盛南禅師。

## 歴史
陽林寺は福島市南部の山中、信夫郡大森城より南へ約5kmの場所に立地する。永正13年（1513年）に伊達稙宗によって開かれたといわれる。その後、稙宗とその三男で大森城主・伊達実元の保護のもと47の末寺を持つほど栄えた。陽林寺に残された伊達家文書によると、伊達氏家臣の桜田宗敏や牧野常仲が周辺の所領を陽林寺に寄付し、また天文5年（1536年）には稙宗自身が陽林寺門前の17軒に対して棟役諸役（家屋税など）を免除している。江戸時代以後も、かつての隆盛は失われたものの歴代領主や代官の保護を受けている。

## 境内
境内には二階建ての山門のほか、開山である伊達稙宗の墓（分骨）、稙宗の三男・実元の墓、盛南禅師が座禅していたという座禅石、樹齢450年のしだれ桜などがある。

## 文化財
- 伊達家文書（福島県指定重要文化財）

## アクセス
- JR東北本線南福島駅より車で15分